# أنطوان أليكساندر باربييه
أنطوان أليكساندر باربييه (بالفرنسية: Antoine-Alexandre Barbier) هو موسوعي ‏ وأمين مكتبة فرنسي، ولد في 11 يناير 1765 في Coulommiers, Seine-et-Marne ‏ في فرنسا، وتوفي في 5 ديسمبر 1825 في باريس في فرنسا.

## وصلات خارجية
- أنطوان أليكساندر باربييه على موقع الموسوعة البريطانية (الإنجليزية)